# 오사카부 제7구
오사카부 제7구(大阪府 第7区)는 일본의 중의원 선거구이다. 1994년 공직선거법으로 신설되었다.

## 지역
- 스이타시
- 셋쓰시

## 역대 중의원 의원
- 후지무라 오사무 (소속정당: 민주당, 임기: 1996년 ~ 2005년, 2009년 ~ 2012년)
- 토카시키 나오미 (소속정당: 자유민주당, 임기: 2005년 ~ 2009년, 2012년 ~ 현재)